# Parti démocratique indonésien de lutte
Le Parti démocratique indonésien de lutte (indonésien : Partai Demokrasi Indonesia Perjuangan, PDIP) est un parti politique indonésien. Il est né d'une scission du Parti démocratique indonésien (PDI), après qu'un congrès de ce dernier eut évincé Megawati Sukarnoputri de la présidence en 1996.

## Origines du parti
Le PDI avait été formé en 1973 par la fusion forcée par le régime de Soeharto de tous les partis non musulmans en un seul. Il s'agissait de deux partis chrétiens : le Partai Kristen Indonesia' (Parkindo) protestant et le Partai Katolik, et de trois partis laïques : le Parti national indonésien (PNI), la Ligue des Défenseurs de l'Indépendance de l'Indonésie (IPKI) et le Partai Murba (« Parti des Masses », fondé en 1948 par le dirigeant révolutionnaire Tan Malaka). Les partis musulmans avaient eux aussi été forcés de fusionner en un seul parti, le Parti pour l'unité et le développement ou PPP.
Le PNI, le plus grand de ces cinq partis, se voulait l'héritier de Soekarno. Son implantation traditionnelle était le centre et l'est de l'île de Java. L'IPKI était une organisation violemment anti-communiste du temps de Soekarno. Le Murba était un rival du PKI.
Amalgame hétéroclite, le PDI n'avait pas d'idéologie proclamée autre que l'attachement, obligatoire sous Soeharto, au Pancasila, les « cinq principes » fondateurs de la nation indonésienne. Il était divisé en de nombreuses factions et sa vie politique consistait essentiellement en interventions du gouvernement dans ses affaires internes. Son importance pour le pouvoir résidait dans la crainte de celui-ci de se voir engagé dans une polarisation politique entre son parti, le Golkar, et le PPP.
Soekarno, dont la déconsidération avait été un des thèmes de légitimation du régime de Soeharto, avait toujours gardé une immense popularité dans les masses javanaises, qui constituent 40 % de la population indonésienne. Les années 1980 voient donc une réhabilitation graduelle de l'ancien président, consacré « héros proclamateur de l'indépendance » et « père du Pancasila ». Le PDI ne tarde pas à endosser cet héritage et enrôle deux enfants de Soekarno, le musicien Guruh Sukarnoputra (en) et sa grande sœur Megawati, pour sa campagne électorale de 1987. Le PDI fait un score remarquable, notamment dans les villes, ce qui commence à inquiéter le régime.
Lors d'un congrès extraordinaire en 1993, le PDI élit Megawati comme présidente. Cette nomination déplaît au pouvoir, qui écarte Megawati du congrès ordinaire du parti en 1996 et impose un homme insignifiant à la présidence. Les partisans de Megawati refusent ce coup de force et occupent le siège du PDI à Jakarta. Le 27 juillet 1996, des militaires prennent le siège d'assaut. Cette attaque provoque cinq morts, plus de cent blessés et vingt-trois disparitions. Opposée à la violence, Megawati ne fait pas descendre ses militants dans la rue. Elle préfère attendre son heure, rassemblant ses partisans dans le PDIP et critiquant le résultat de Sohearto.

## 1999: victoire aux législatives mais blocage sur la présidence de l’État
En juin 1999, le PDIP remporte le tiers des suffrages et devance largement le Golkar.
Quatre mois plus tard, le collège électoral présidentiel privilégie pourtant pour la présidence de l’État indonésien Abdurrahman Wahid, représentant d'un petit parti musulman modéré. Les formations musulmanes ont pesé de leur influence, refusant une femme à la plus haute fonction. Megawati devient vice-présidente.

## 2001: la présidence de l’État
Le duo entre le président et la vice-présidente ne fonctionne pas. La vice-présidente et son parti, le PDIP, prennent progressivement de plus en plus leurs distances. De plus en plus contesté, Abdurrahman Wahid est finalement destitué par le parlement indonésien en juillet 2001, qui revient sur sa décision de 1999 et promulgue Megawati Sukarnoputri à la tête de l’État.

## 2004: passage dans l'opposition
Elle reste présidente de l'État jusqu'en 2004. Elle n'a pas donné l'impression de combattre avec vigueur la corruption éhontée et n'a pas réduit le chômage qui, sous des formes déguisées, affecte plus du tiers de la force de travail. Cette année 2004, Megawati est battue lors de l'élection présidentielle de septembre par Susilo Bambang Yudhoyono. Le PDIP rentre dans l'opposition et y reste jusqu'en 2014 où il présente un nouveau candidat, Joko Widodo, qui n'appartient pas au sérail politique indonésien. D'origine modeste, il a été commerçant de meubles avant de se lancer dans la politique en 2005 au sein du PDIP, après la défaite de ce parti et de sa candidate Megawiti. Après un premier mandat local de maire à Surakarta, il est élu en 2012 gouverneur de Jakarta, la capitale du pays.

## 2014: le retour au pouvoir
Le 22 juillet 2014, Joko Widodo est officiellement déclaré vainqueur des élections présidentielles. Son investiture a lieu le
20 octobre 2014,.